# Seydou Badian Kouyaté
Pour les articles homonymes, voir Kouyaté.
Seydou Badian Kouyate, plus connu sous le nom de Seydou Badian, est un écrivain et homme politique malien, né à Bamako (Soudan français) le 10 avril 1928 et mort le 28 décembre 2018 à Bamako (Mali).

## Biographie
Seydou Badian Kouyaté effectue des études de médecine à Montpellier  en France. Il est l'auteur d'une thèse sur les traitements africains de la fièvre jaune et fut un grand poète.
En 1956, il rentre au Mali et est nommé médecin de circonscription. Proche du premier président Modibo Keïta (1915-1977) , il écrit les paroles de l’hymne national du Mali. Il devient à l'indépendance du pays ministre de l'Économie et du Plan. Lors du remaniement  du 17 septembre 1962, il devient ministre du Développement. Il défend l'existence d'un parti unique dans l'Afrique post-colonial, le seul moyen selon lui de créer une Nation.
Lors du coup d’État de Moussa Traoré en 1968, il est déporté à Kidal puis s’exile à Dakar au Sénégal.
En 1997, il est candidat à l'élection présidentielle mais décide, comme la plupart des autres candidats opposés au président sortant Alpha Oumar Konaré, de retirer sa candidature pour protester contre la mauvaise organisation des élections.
Militant de la première heure de l’Union soudanaise-Rassemblement démocratique africain, il en est exclu en 1998 pour s’être opposé à une partie de la direction qui prônait la non-reconnaissance des institutions lors des élections contestées.
Écrivain reconnu internationalement, il publie en 1957, trois ans avant l’indépendance du Mali, son premier roman intitulé Sous l’orage. En 1965, il publie les dirigeants africains face à leurs peuples. Deux autres romans sont publiés ensuite, Le Sang des masques en 1976 et Noces sacrées en 1977.
En octobre 2007, Seydou Badian Kouyaté publie un roman intitulé La Saison des pièges.
Seydou Badian a été sacré lauréat du Grand Prix nsemble ènes aux GPAL 2017 pour l'ensemble de sa production bibliographique. Ces œuvres sont édités au Sénégal.

## Œuvres

### Aux éditionsPrésence Africaine
- 1957 : Sous l’orage[10] suivi de La Mort de Chaka
- 1977 : Noces sacrées
- 2007 : La Saison des pièges

## Distinctions
- Grand prix littéraire d'Afrique noire
- Grand Prix des mécènes à l'édition 2017 des Grands Prix des associations littéraires[11].